# De' Monti

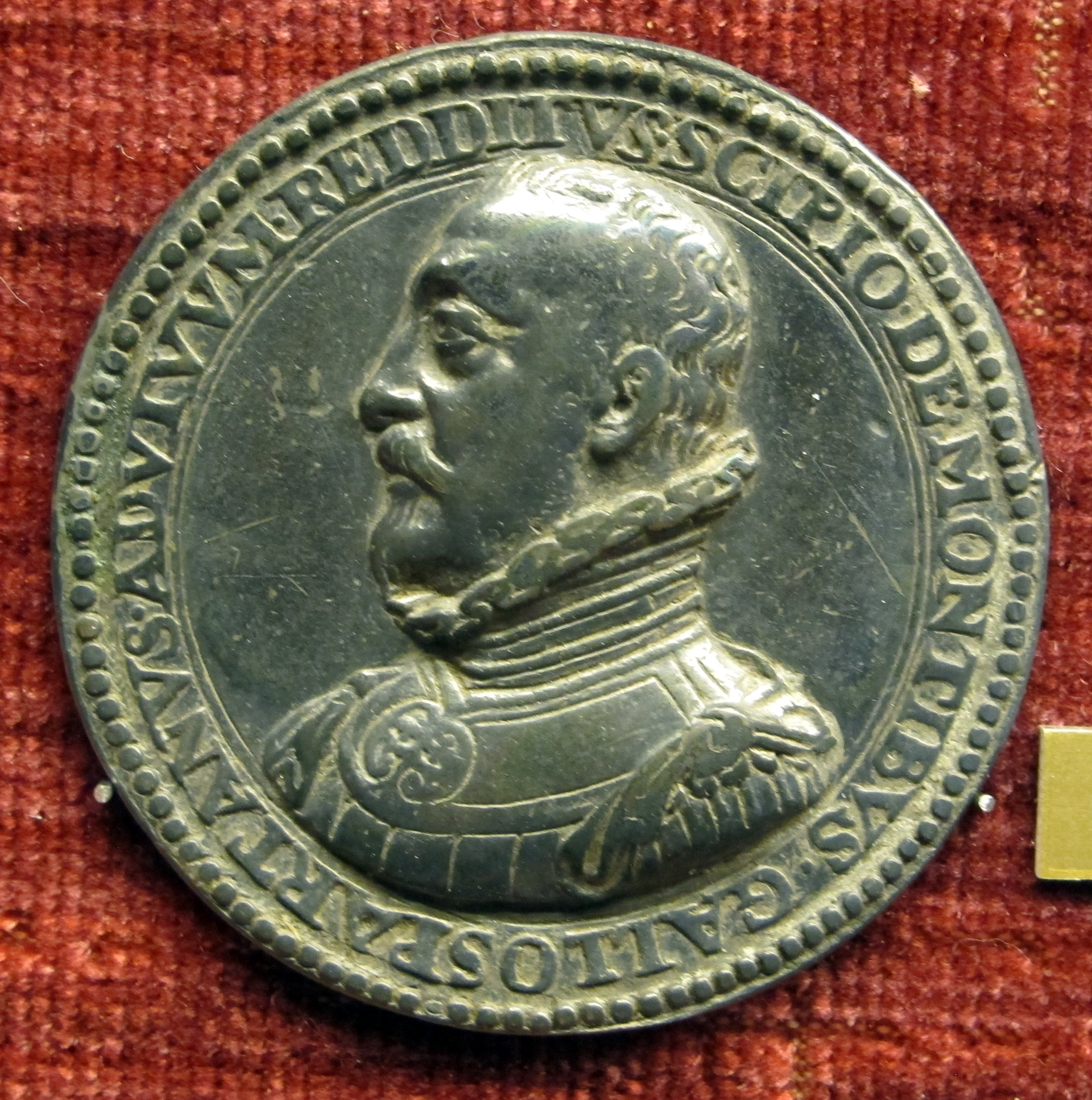
Scipione de' Monti, marchese di Corigliano

La famiglia de' Monti di Capua si originò da un ramo dell'antica famiglia dei conti di Mons, dell'Hainaut e del Brabante. Capostipite del ramo italiano fu Louis de Mons, italianizzato in Ludovico de' Monti, che venne nel regno di Sicilia intorno al 1266 al seguito del re Carlo I d'Angiò e ottenne le cariche di viceré, capitano d'armi e gran giustiziere del regno di Sicilia. Ludovico si stabilì in Capua, nella quale risulta risiedere almeno dal 1273. Prese in moglie dapprima Altruda de Apolito, signora di Picerno, la quale non gli diede figli, poi Giovanna Dell'Aquila dei conti di Fondi, dalla quale ebbe Clemenza, Caterina e Giovanna. Le fonti indicano che discendeva da Philippe de Mons, nobile del Delfinato, dal quale si originò anche un ceppo piemontese, i de' Monti baroni di Vigliano. Altre fonti citano i Monti patrizi di Sulmona come appartenenti alla stessa famiglia di Ludovico. 

## Storia

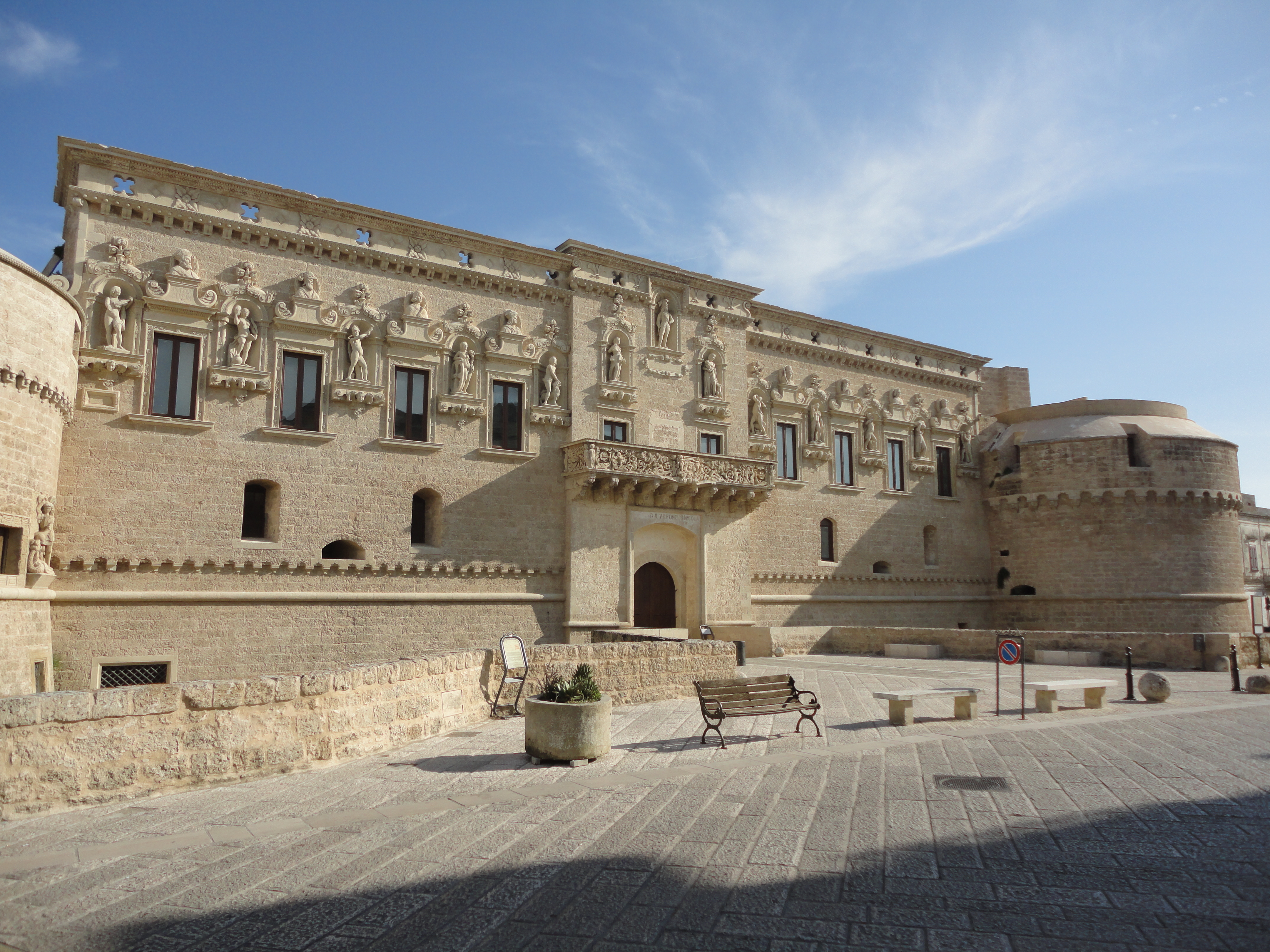
Il castello dei marchesi de' Monti a Corigliano d'Otranto

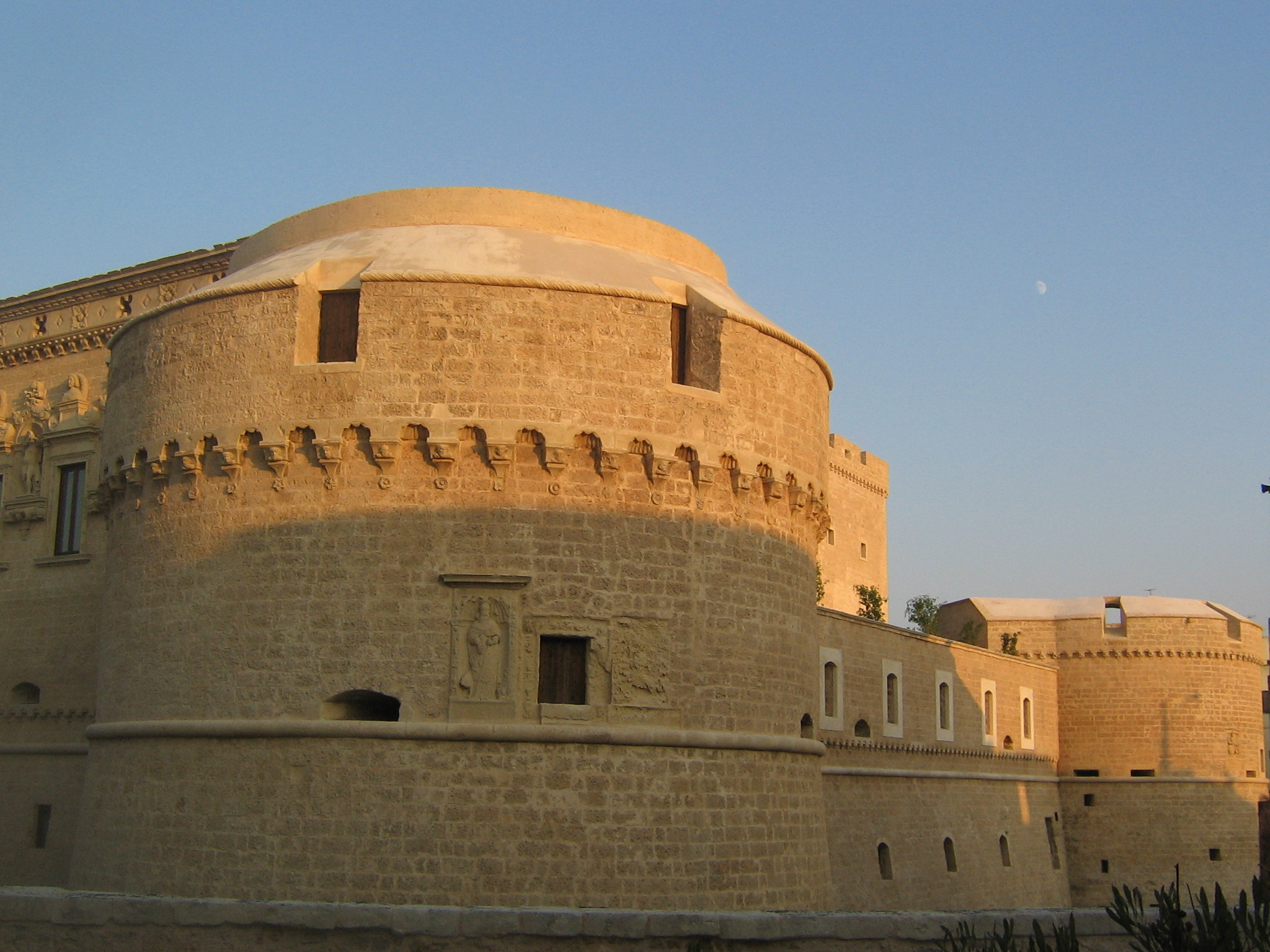
Prospetto laterale del castello di Corigliano d'Otranto

La famiglia de' Monti divenne una delle più illustri famiglie feudatarie di Terra d'Otranto, famosa per i suoi numerosi uomini d'armi, immancabilmente presenti per circa due secoli sui campi di battaglia di tutta Europa. Comparve per la prima volta a Corigliano d'Otranto con Nicola Antonio, discendente del suddetto Ludovico de' Monti e figlio di Niccolò de' Monti detto "il Savoia", conosciuto anche con il nome di Cola Antonio de Capua, giurista, politico e diplomatico, nato nei primi anni del Quattrocento a Capua, personaggio di spicco della burocrazia aragonese, giudice della Gran Corte Regia e dal 1450 luogotenente della Regia Camera della Sommaria della quale fu presidente sino al 1477. Nel 1465, quando il suo prestigio era all'apice, Nicola Antonio acquistò dalla Regia Corte il feudo di Corigliano d'Otranto che, dopo la sua morte, avvenuta nel 1480, passò al primogenito Francesco, uomo d'arme e, anche questi, come il padre, diplomatico e alto funzionario della corte di Ferdinando II di Aragona.
Da Francesco, il feudo di Corigliano d'Otranto passò al figlio Giovan Battista "huomo generoso et magnifico", esperto nell'arte militare e che, tra il 1514 e il 1519, fortificò il paese e ampliò notevolmente il castello dotandolo di potenti artiglierie, dei quattro torrioni angolari che oggi si vedono, nonché di munizioni e di potenti mezzi difensivi. Giovanni Battista, che dall'imperatore Carlo V nel 1534 ottenne su Corigliano il titolo di marchese, dalla moglie Maria Bucali ebbe numerosi figli tra i quali Alessandro, Pompeo e Scipione, tutti avviati alla carriera delle armi.
Alessandro fu cavaliere di Malta e comandante di fanterie al servizio di Filippo II d'Asburgo, re di Spagna..
Pompeo, oltre ad aver lungamente combattuto per la causa spagnola, sotto falsi connotati di perseguitato dalla Spagna soggiornò lungo tempo a Venezia come spia del viceré di Napoli; poi, avendo aderito alle idee riformiste valdesi e dopo essere uscito indenne una prima volta dalle maglie dell'Inquisizione, il 4 luglio del 1566, finì sul rogo, a Roma, nella quale occasione il prestigio della sua potente famiglia e il peso delle sue conoscenze valsero solo a far sì che, dietro esborso di una ingente somma di denaro, fosse decapitato prima di essere arso sul rogo.
Scipione, "de le muse cultor, di Marte alunno", tipica figura cinquecentesca di uomo d'armi e, al tempo stesso, letterato, matematico, geografo e poeta, fu per lungo tempo capitano di milizie italiane e spagnole, "combatté per terra e per mare in Liguria, in Toscana, nello Stato della Chiesa, in Africa, in Terra d'Otranto, contro francesi, svizzeri, pirati, turchi, africani e sciti". Intrattenne rapporti con poeti e letterati del suo tempo e si dimostrò esperto conoscitore di sette lingue nelle quali amava verseggiare; ha lasciato diversi componimenti a carattere celebrativo ed eroico.
Il 21 luglio 1647 il popolo di Nardò, guidato dal marchese di Acaya Vincenzo de' Monti, si ribellò al conte oppressore Giangirolamo II d'Acquaviva, chiamato il guercio di Puglia. Acquaviva era un tiranno e i de' Monti si misero dalla parte del popolo, venendo in seguito cacciati e perseguitati in quanto chiesero aiuto ai cugini francesi. Tutto ciò avvenne nello stesso periodo della rivolta di Masaniello a Napoli. 
Dopo Giovanni Battista, nel possesso del feudo si avvicendarono, sempre di padre in figlio, Francesco II dal 1537 al 1557, Giovanni II dal 1557 al 1594, Geronimo dal 1594 al 1644 e Giorgio dal 1644 al 1649; con Giorgio, che morì giovane, ha termine il marchesato dei de' Monti a Corigliano d'Otranto. Tra il 1649 e il 1651 il feudo passò prima alla sorella Giulia, sposata con Francesco Sanfelice, e da questi al figlio Alfonso Sanfelice-de' Monti; nel 1651, al termine di contrasti nati in relazione alla successione ereditaria di Giorgio de' Monti, l'intera eredità viene messa all'asta e acquistata dal facoltoso barone di Tutino Luigi Trane.